# Albert Abele von und zu Lilienberg

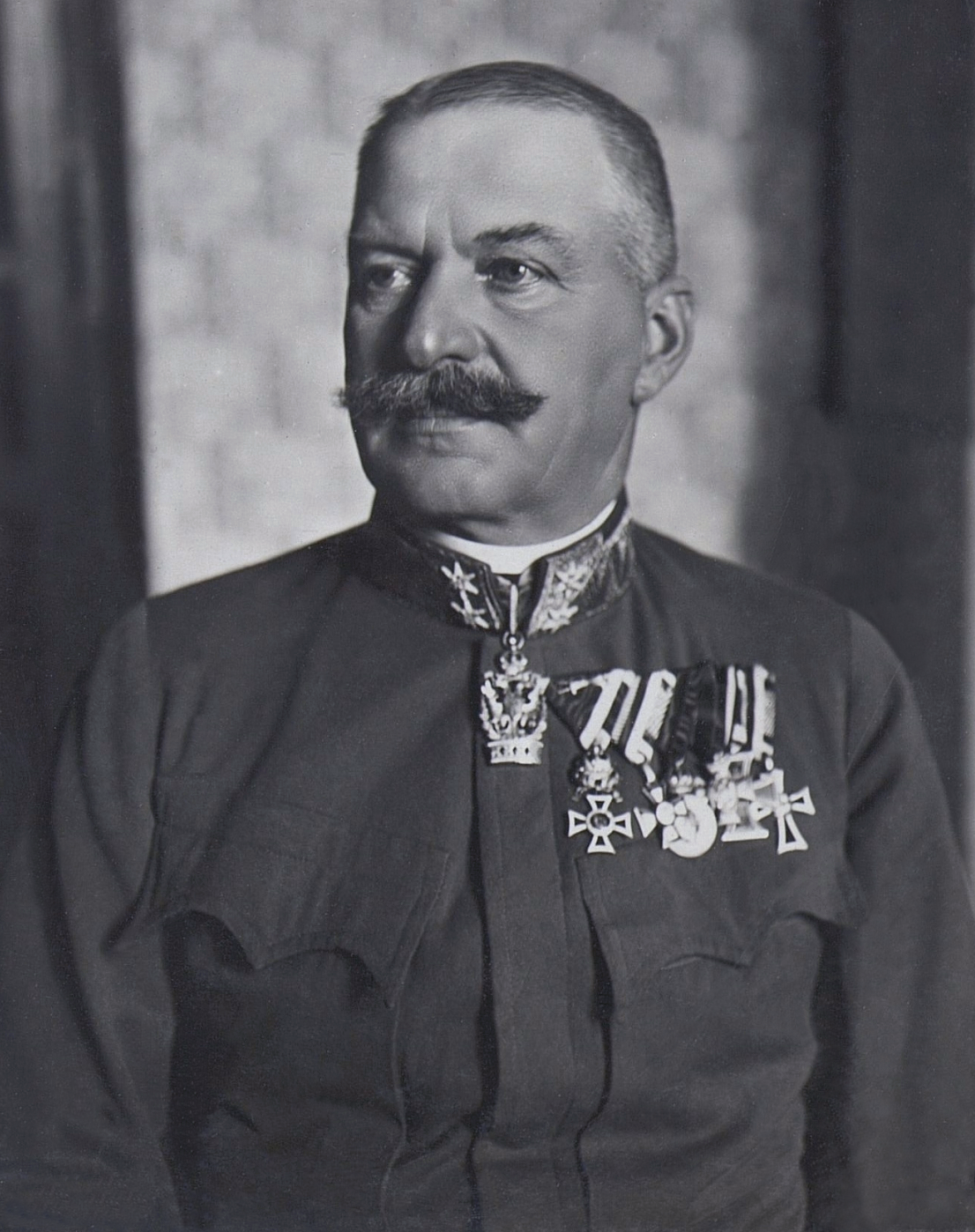
Albert Abele von und zu Lilienberg 1917

Freiherr Albert Ludwig Joseph Maria Abele von und zu Lilienberg (* 1. März 1857 in Ancona; † 17. Oktober 1927 in Rosenburg) war ein k. u. k. Feldmarschallleutnant und Kommandant der 2. Kavallerietruppendivision während des Ersten Weltkriegs.

## Herkunft und Familie
Die Wurzeln von Abeles Familie reichen bis ins 15. Jahrhundert zurück, wo Peter Aubeller aus dem Breisgau am 5. August 1495 den Reichsadel erhielt und sein Nachfahre, der Geheime Rat und Hofkammerpräsident Christoph Abele von Lilienberg, am 14. November 1684 sogar den Grafenstand. Da mit ihm der Hauptstamm des Geschlechtes 1685 erloschen war, wurde sein Neffe, Johann Christoph Carl Abele von und zu Lilienberg, k. k. innerösterreichischer Hofkammerrat und Referendar, zur Erbschaft berufen und erhielt am 4. August 1708 den erbländisch-österreichischen Freiherrnstand. Der nachmalige Feldmarschalleutnant war ein Nachkomme desselben im 5. Gliede.
Albert, der Sohn des k. u. k. Generalmajors Franz (* 21. September 1818; † 11. März 1880) aus dessen erster Ehe mit Bertha Michel,  heiratete am 16. Februar 1889 Friederike, genannt Fritzi, (* 13. Juni 1867 in Graz; † 13. April 1916 in Marburg an der Drau), Tochter des Grazer Altbürgermeisters Ferdinand Portugall (1837–1901).

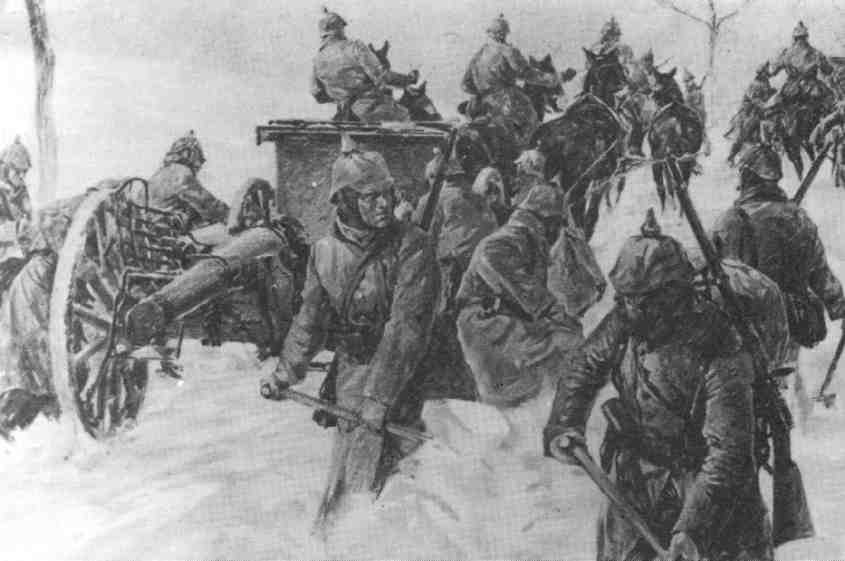
Winterschlacht in den Karpaten

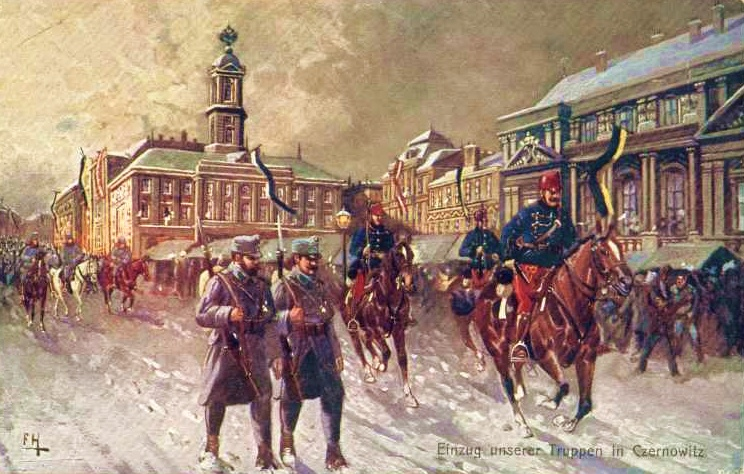
Einzug der Kavallerie in Czernowitz

## Biographie

### Laufbahn bis zum Ersten Weltkrieg
Abele trat aus dem Militärkollegium St. Pölten im Jahre 1875 in die Theresianische Militärakademie in der Wiener Neustadt ein und wurde am 24. April 1879 als Leutnant zum Dragonerregiment Nikolaus I. Kaiser von Russland Nr. 5 ausgemustert. Dort wurde er am 1. Mai 1884 zum Oberleutnant und am 1. Mai 1891 zum Rittmeister 2. Klasse ernannt.  Am 1. Mai 1902 avancierte er zum Major beim Ulanenregiment Nr. 13 und am 1. November 1906 zum Oberstleutnant im Dragonerregiment Nr. 15. Am 23. Oktober 1909 rückte er zum Oberst und Kommandanten des k. u. k. Böhmischen Dragonerregiments Nr. 13 vor und erhielt am 21. Juni 1913 als Oberst-Brigadier das Kommando über die 3. Kavalleriebrigade.
Am 7. Mai 1914 erhielt er die Genehmigung zum Tragen des Kommandeur des königlich sächsischen Albrechts-Ordens 2. Klasse.

### Im Ersten Weltkrieg
Mit Ausbruch des Ersten Weltkriegs erfolgte die Ernennung zum Generalmajor am 1. August 1914. Er nahm mit seiner Kavalleriebrigade an der Schlacht in den Karpaten teil, unter anderem an der Schlacht bei Limanowa–Lapanow im Dezember 1914.
Von November 1915 bis November 1918 war er Kommandant der 2. Kavallerietruppendivision. In diesem Amt avancierte er am 12. August 1917 zum Feldmarschalleutnant und wurde zum 1. Jänner 1919 pensioniert.
Obwohl seine Kampfeinsätze schwer zu eruieren sind, bestätigen seine Auszeichnungen, die ihm einerseits wegen tapferen Verhaltens gegenüber dem Feind (Orden der Eisernen Krone 3. Klasse mit der Kriegsdekoration (KD.) im Jänner 1915, k. k. Militärverdienstkreuz Kaiser Franz Josephs I.  (KD.) am 7. September 1915, das Ritterkreuz des Österreichischen Leopold-Ordens (KD.) am 15. Juni 1916 sowie die Bewilligung zum Tragen des Eisernen Kreuzes 2. Klasse vom 17. Oktober 1915), andererseits wegen erfolgreicher Führung einer Kavallerietruppendivision gegenüber dem Feind (Orden der Eisernen Krone 2. Klasse (KD.) am 11. Dezember 1916 und k. k. Militärverdienstkreuz Kaiser Franz Josephs I. 2. Klasse (KD.) mit Schwertern am 20. Dezember 1917) verliehen wurden, seine besonderen militärischen Tugenden.

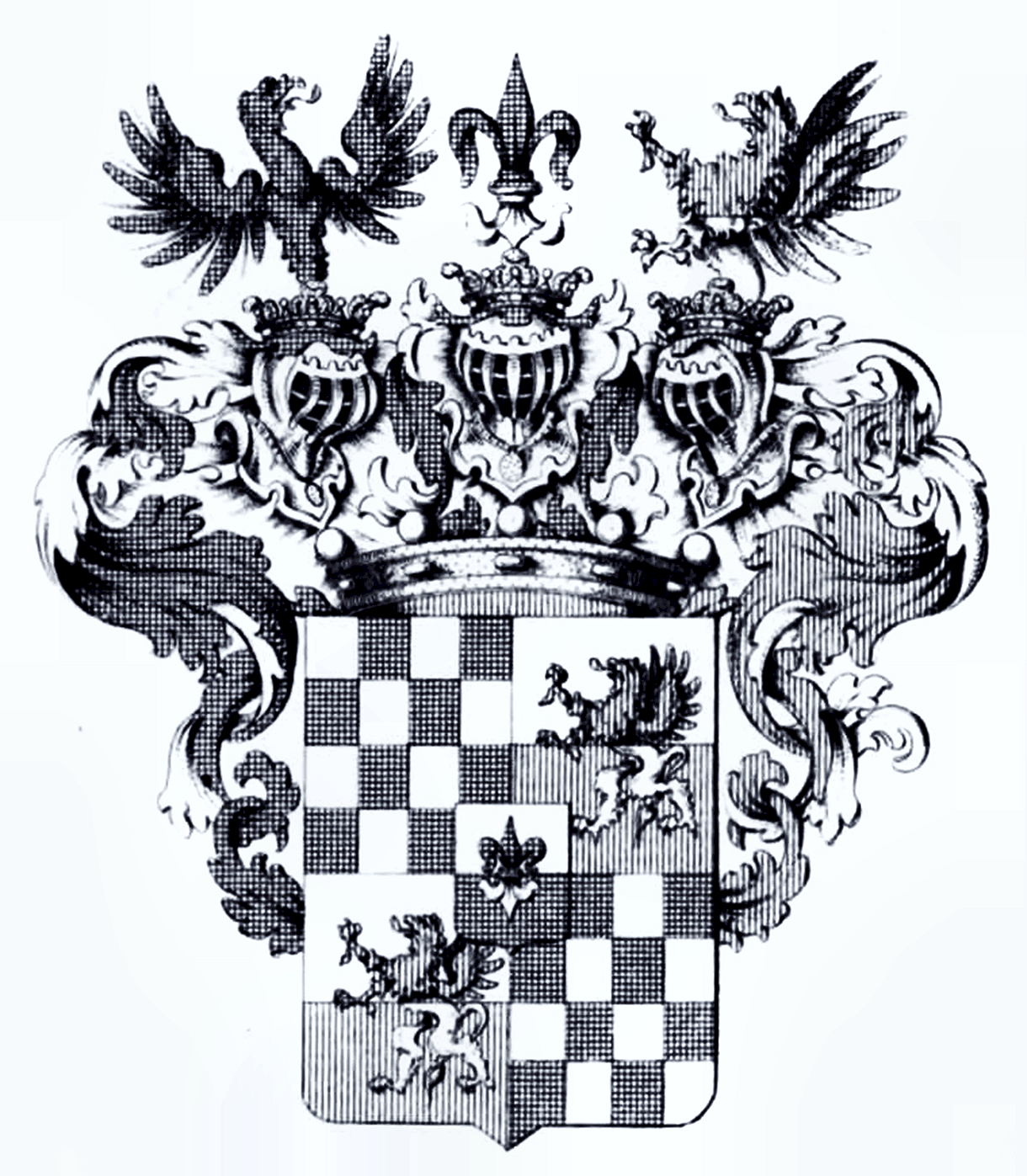
Wappen der Freiherrn Abele von und zu Lilienberg 1708

## Wappen
1708: Schild quadriert mit Mittelschild, dieser von Silber und Schwarz geteilt: Lilie farbengewechselt. 1 und 4 von Schwarz und Silber viermalvier geschacht. 2 und 3 von Silber und Rot geteilt: gekrönter Greif gewechselt. Auf dem Schild die Freiherrnkrone darüber drei gekrönte Helme, auf dem ersten die Decke von Österreich und gekrönter schwarzer Adler belegt mit silbernem Balken, auf dem mittleren schwarzweiße Decke und silberne Lilie, auf dem dritten ebensolche Decke und halber gekrönter Greif rot belegt mit silbernem Balken.
Die Familie des Feldzeugmeisters Vincenz von Abele ist mit der des Albert Abele von und zu Lilienberg nicht verwandt, auch nicht eine andere Familie Abele, die im Jahre 1819 den Württembergischen Adel erhielt. Das ist bereits durch die unterschiedlichen Wappen zu verifizieren.